# Museo de Arte Contemporáneo Africano Al Maaden
El Museo de Arte Contemporáneo Africano Al Maaden (en francés: Musée d'Art Contemporain Africain Al Maaden) o MACAAL, es un museo de arte contemporáneo independiente y sin fines de lucro situado en Marrakech, Marruecos. El edificio del MACAAL fue diseñado por el arquitecto francés Didier Lefort.

## Historia
El museo tiene su base en la colección de la pareja de filántropos Alami y Farida Lazraq, cuya empresa, Alliances Développement Immobilier, creó una fundación corporativa para promover el arte africano.
El museo abrió sus puertas en noviembre de 2016 con motivo de la Conferencia de las Naciones Unidas sobre el Cambio Climático de 2016, que se celebró en esa ciudad, y fue inaugurado oficialmente en febrero de 2018.
Tras cerrar en la primavera de 2023 y sufrir el terremoto de Marrakech-Safí de ese año, el edificio se sometió a evaluaciones estructurales y renovaciones significativas para incluir ocho espacios de exhibición en dos pisos, siete de los cuales están dedicados a la colección permanente del museo. Reabrió en febrero de 2025.

## Situación
MACAAL se encuentra al sureste de Marrakech, cerca de barrio de Sidi Yousseff Ben Ali y al lado del Al Maaden Golf Resort, que también es propiedad de la familia Lazraq.

## Colección
La colección de la Fundación Lazarac y Alianzas comprende más de 2.000 obras de arte moderno y contemporáneo de Marruecos y de toda África, descrita como «uno de los fondos privados más completos del continente». Se compone principalmente de pinturas, pero también incluye obras sobre papel y en otros medios, como fotografía, escultura, textil, instalación y vídeo. Los artistas representados en la colección incluyen a Farid Belkahia, Mohamed Melehi, Bodo, Salah Elmur, Billie Zangewa, Leila Alaoui, Malick Sidibé y Ahmed Cherkaoui.